# نجم‌الدین عبدالله عبدالجبار
نجم‌الدین عبدالله عبدالجبار (انگلیسی: Najm Eldin Abdallah Abdelgabar؛ زادهٔ ۱۷ نوامبر ۱۹۸۷) بازیکن فوتبال اهل سودان است.
از باشگاه‌هایی که در آن بازی کرده‌است می‌توان به باشگاه فوتبال المریخ اشاره کرد.
وی همچنین در تیم ملی فوتبال سودان بازی کرده‌است.